# Hot Wheels: World Race
Hot Wheels: World Race (no Brasil, Hot Wheels: Via 35 - Corrida Mundial) é uma minissérie de cinco episódios em animação digital que comemora os 35 anos da marca Hot Wheels, pertencente à Mattel. Exibida originalmente no Cartoon Network entre 12 de julho e 2 de agosto de 2003, a série foi produzida pela empresa canadense Mainframe Entertainment e distribuída pela Artisan Entertainment, tendo, logo depois, seus episódios combinados e convertidos a um longa-metragem de 110 minutos lançado diretamente em DVD e VHS pela Family Home Entertainment. Antes disso, três dos cinco episódios originais foram lançados separadamente para estas mesmas mídias.
Baseando-se na série, em outubro de 2003 foi lançado um jogo de videogame de mesmo nome para as plataformas PlayStation 2, GameCube, PC e Game Boy Advance. Além disso, também com base na série, foi lançada pela Mattel a linha de brinquedos Highway 35, a qual conteve miniaturas de todos os veículos apresentados na série.
World Race narra a jornada de 35 pilotos divididos em 5 equipes que foram convidados para participar da competição automobilística mais desafiadora de todos os tempos: a Corrida Mundial, disputada numa pista interdimensional conhecida como Via 35. Uma equipe só se sagrará vencedora caso trouxer de dentro da corrida uma fonte de energia muito poderosa chamada "Anel do Poder".

## Enredo
Num futuro próximo, o renomado cientista Peter Tezla, após desvincular-se de sua antiga equipe de pesquisadores, funda sua própria instituição de pesquisas e tecnologia: a Corporação Scrim, onde inicia um projeto para criar os carros mais rápidos e potentes do mundo. O motivo deste ambicioso projeto é "simples": o cientista descobriu, graças a antigas escrituras e escavações, a existência de uma civilização ancestral, a qual ele chamou de Accelerons. Acreditando que esta seria uma civilização alienígena, Tezla também descobriu que estes misteriosos seres criaram uma pista interdimensional, tendo seu início numa rodovia chamada Via 35, a qual localiza-se na área onde achou as escrituras e fez as escavações. Estas porém não foram suas únicas descobertas: Tezla ainda descobriu que no final desta pista há um poderoso artefato chamado por ele de "Anel do Poder", cuja fonte ilimitada de energia limpa poderia beneficiar a raça humana.
Para pilotar seus extraordinários veículos, Tezla convidou experientes pilotos para dirigi-los dentro da dimensão, mas depois de seguidas falhas dos condutores, mesmo com os carros mais rápidos já criados, o cientista decide então organizar a "Corrida Mundial", a disputa automobilística mais desafiadora de todos os tempos, acreditando que o espírito competitivo fará os pilotos vencerem a corrida e trazerem o Anel do Poder para suas mãos.
Contudo, é desvendado que Tezla não era o único a saber da existência do anel: uma outra força ocultamente começa a entrar na dimensão fazendo de tudo para impedir que os pilotos consigam chegar ao final.

## Episódios
Confira abaixo informações sobre os cinco episódios da minissérie.
| Título original    | Título em português | Transmissão original |
| ------------------ | ------------------- | -------------------- |
| Ring of Fire       | Anel de Fogo        | 12 de julho de 2003  |
| Greatest Challenge | O Grande Desafio    | 19 de julho de 2003  |
| Desert Heat        | Calor Desértico     | 26 de julho de 2003  |
| Frozen Fire        | Fogo Congelado      | 2 de agosto de 2003  |
| Wheel of Power     | Anel do Poder       | 2 de agosto de 2003  |

## Dublagem

### Dublagem brasileira
A dublagem brasileira foi realizada no estúdio Centauro Comunicaciones, de São Paulo.
| Dublador         | Personagem         | Outros trabalhos de dublagem                 |
| ---------------- | ------------------ | -------------------------------------------- |
| Yuri Chesman     | Vert Wheeler       | Saitama em One Punch-Man                     |
| Celso Alves      | Kurt Wylde         | Tremy de Sagita em Os Cavaleiros do Zodíaco  |
| Affonso Amajones | Taro Kitano        | Sanosuke Sagara em Samurai X                 |
| Mauro Eduardo    | Brian Kadeem       | Josh McGrath em Max Steel                    |
| Márcio Araújo    | Banjee Castillo    | Wylde em Hot Wheels: AcceleRacers            |
| César Marchetti  | Dr. Tezla          | Optimus Prime em Transformers: Prime         |
| Letícia Quinto   | Gelorum            | Saori Kido em Os Cavaleiros do Zodíaco       |
| Douglas Guedes   | Mark Wylde         | Nolo Pasaro em Hot Wheels: AcceleRacers      |
| Márcia Regina    | Lani Tam           | Misty em Pokémon                             |
| Ricardo Sawaya   | Alec "Hud" Wood    | Shirako Takamoto em Hot Wheels: AcceleRacers |
| Eudes Carvalho   | Major Jack Wheeler | Moa de Os Cavaleiros do Zodíaco              |
| Samira Fernandes | Esmeralda Sanchez  | Alexis Rhodes em Yu-Gi-Oh! GX                |